# Bad Abbach
Bad Abbach là một đô thị ở huyện Kelheim, Bayern, Đức. Đô thị này có các suối nước nóng lưu huỳnh, là nơi nghỉ mát. Diện tích là 55,33 km2.